# Air Slovakia
Air Slovakia — колишня авіакомпанія Словаччини, базувалася в аеропорту імені М. Р. Штефаника, Братислава. Була головним чартерним авіаперевізником. 1 червня 2010 року суд оголосив банкрутство, розпродаж активів і реструктуризацію компанії.

## Історія компанії
«Air Slovakia» була створена 1 червня 1993 року під назвою "Air Terrex Slovakia". Перший політ компанії відбувся 13 червня 1993 року на маршруті Братислава — Лейпциг. 
30 серпня 1994 року назва компанії змінилася з "Air Terrex" Slovakia на Air Slovakia. Перший регулярний рейс Братислава — Тель-Авів компанія здійснила 3 січня 1994 року. Це стало можливим завдяки партнеру в Тель-Авіві, який взяв на себе початкові витрати. Тим часом збільшились чартерні перевезення. 
У 1993 році "Air Slovakia" перевезла 7 684 пасажирів, через рік - 22 375, а в 1996 - 77 687 пасажирів і всього 317 851 пасажира протягом п'яти років.
| Рік  | Флот | Регулярні рейси                                                                | Чартери |
| ---- | --- | ------------------------------------------------------------------------------ | --- |
| 1993 | OK-EGK Boeing 727—200 OK-JGY Boeing 727—200 OK-BYO Ту-154М OK-PBM IL-62M OK-TGX Boeing 727-51           |                                                                                | Лейпциг / Халле, Тенеріфе-сюр-Рейна Софія, Салоніки, Вільнюс, Тель-Авів, Стамбул-Ататюрк, Віго, Кошице                                                                                            |
| 1994 | OK-TGX Boeing 727-51 OK-BYO Ту-154М OK-BYE Як-40 OK-BYV IL-62M ER-85332 Ту-154Б-2 OM-CHD Boeing 727—200 | Тель-Авів                                                                      | Тель-Авів, Мальта, Тенеріфе-сюр-Рейна Софія, Катанія, Салоніки, Кавала, Барселона-Жирона, Ларнака, Пальма-де-Майорка, Памплона, Бухарест-Отопені, Лурд, Загреб, Любляна, Франкфурт, Ліон, Астурія |
| 1995 | OM-CHD Boeing 727—200                                                                                   | Тель-Авів                                                                      | Тель-Авів, Ібіца, Мадрид, Лурд, Марсель, Монастир, Пальма-де-Майорка, Кавала, Барселона-Жирона, Афіни, Салоніки, Ларнака, Іракліон, Анталія, Берлін-Тегель                                        |
| 1996 | OM-CHD Boeing 727—200 OM-AHK Boeing 727—200                                                             | Тель-Авів, Ларнака, Кувейт                                                     | Ханья, Афіни, Салоніки, Пальма де Майорка, Барселона-Жирона, Корфу, Кавала, Ібіца, Монастир |
| 1997 | OM-CHD Boeing 727—200 OM-AHK Boeing 727—200                                                             | Тель-Авів, Ларнака, Кувейт                                                     | Лурд, Ханья, Кавала, Барселона-Жирона, Пальма де Майорка, Родос, Ібіца, Афіни, Салоніки, Корфу, Монастир                                                                                          |
| 1998 | OM-CHD Boeing 727—200                                                                                   | Тель-Авів, Ларнака, Кувейт                                                     | Лурд, Ханья, Кавала, Барселона-Жирона, Пальма де Майорка, Родос, Ібіца, Афіни, Салоніки, Корфу, Монастир                                                                                          |
| 1999 | OM-CHD Boeing 727—200 OM-BWJ Boeing 737—200                                                             | Тель-Авів, Ларнака, Кувейт                                                     | Лурд, Ханья, Кавала, Барселона-Жирона, Пальма де Майорка, Родос, Ібіца, Афіни, Салоніки, Корфу, Монастир                                                                                          |
| 2000 | OM-BYO Tu-154M [здається в літній сезон від ескадри МВС ] OM-ERA Boeing 737—200                         | Tel Aviv, Larnaca, Kuvajt                                                      | Санторіні, Салоніки, Монастир, Бургас, Ібіца, Кос, Іракліон |
| 2001 | OM-ERA Boeing 737—200                                                                                   | Tel Aviv, Larnaca, Kuvajt                                                      | Краків, Цюрих, Бодрум, Париж-Орлі, Кос, Монастир, Кавала, Ібіца, Варна, Афіни |
| 2002 | OM-ERA Boeing 737—200 OM-ALK Boeing 737—200 OM-RAN Boeing 737—200                                       | Тель-Авів, Ларнака, Кувейт                                                     | Дамаск, Монастир, Самос, Бургас, Ханья, Ібіца, Іракліон, Даламан, Кавала, Бодрум, Родос, Санторіні, Закінф, Варна, Афіни                                                                          |
| 2003 | OM-ERA Boeing 737—200 OM-RAN Boeing 737—200 OM-DGK Boeing 757—200                                       | Тель-Авів, Ларнака, Кувейт, Бірмінгем, Делі, Бейрут                            | Рим-Фьюмічіно, Ганновер, Закінф, Даламан, Бодрум, Корфу, Пальма де Майорка, Коломбо, Малий, Дубай, Фуншал                                                                                         |
| 2004 | OM-RAN Boeing 737—200 OM-SNA Boeing 757—200 OM-DGK Boeing 757—200                                       | Тель-Авів, Ларнака, Кувейт, Бейрут, Бірмінгем, Мілан-Мальпенса, Делі, Амрітсар | Закінтос, Бодрум, Коломбо, Мале, Дубай, Порт-Луї, Бангкок-Суварнабхумі |
| 2005 | OM-RAN Boeing 737—200 OM-SNA Boeing 757—200 OM-DGK Boeing 757—200                                       | Тель-Авів, Ларнака, Кувейт, Бірмінгем, Амрітсар, Мілан-Бергамо                 | Приштина, Стокгольм-Вестерос, Хургада, Шарм-ель-Шейх, Родос, Іракліон, Пальма де Майорка, Ібіца, Фуертевентура                                                                                    |

## Історичні напрямки

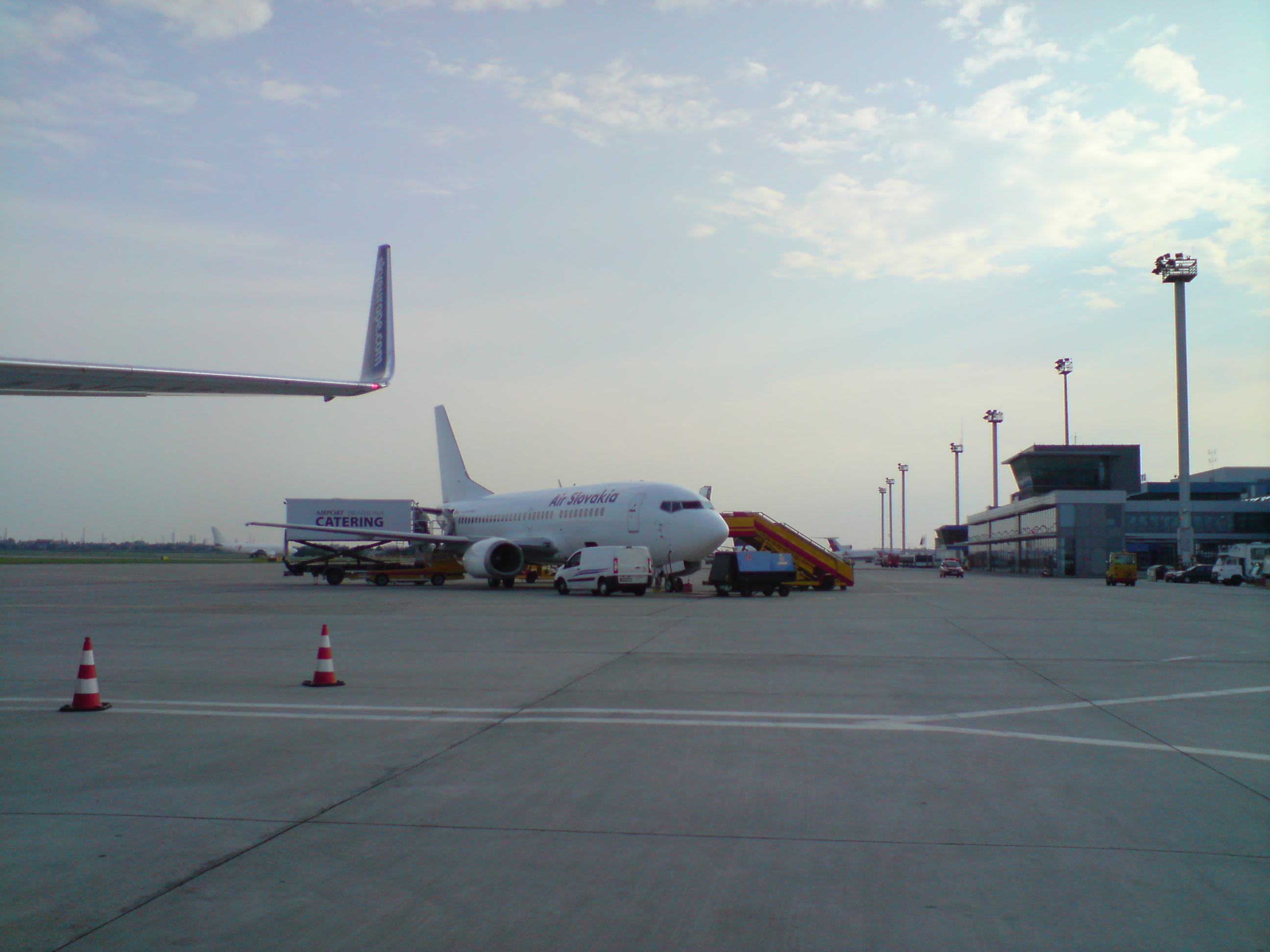
Boeing 737—300 в аеропорту (2008)

"Air Slovakia" здійснювала рейси за напрямками в 2009 році:

### Братислава, 2009 чартерні рейси
- Амрітсар [цілорічно]
- Барселона — Ель-Прат [цілорічно]
- Іракліон
- Хургада
- Карпатос
- Кос
- Мілан-Бергамо [цілорічно]
- Мітилена
- Родос
- Рим-Ф'юмічіно [цілорічно]
- Санторині
- Скіатос
- Закінф

### АеропортКошице, 2009 чартерні рейси
- Закінф

## Флот

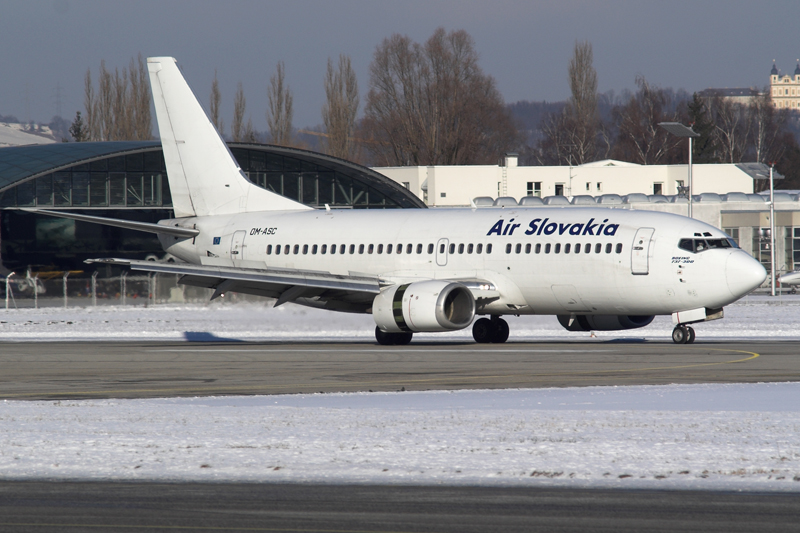
Boeing 737—300 OM-ASC від Air Slovakia в аеропорту Зальцбурга

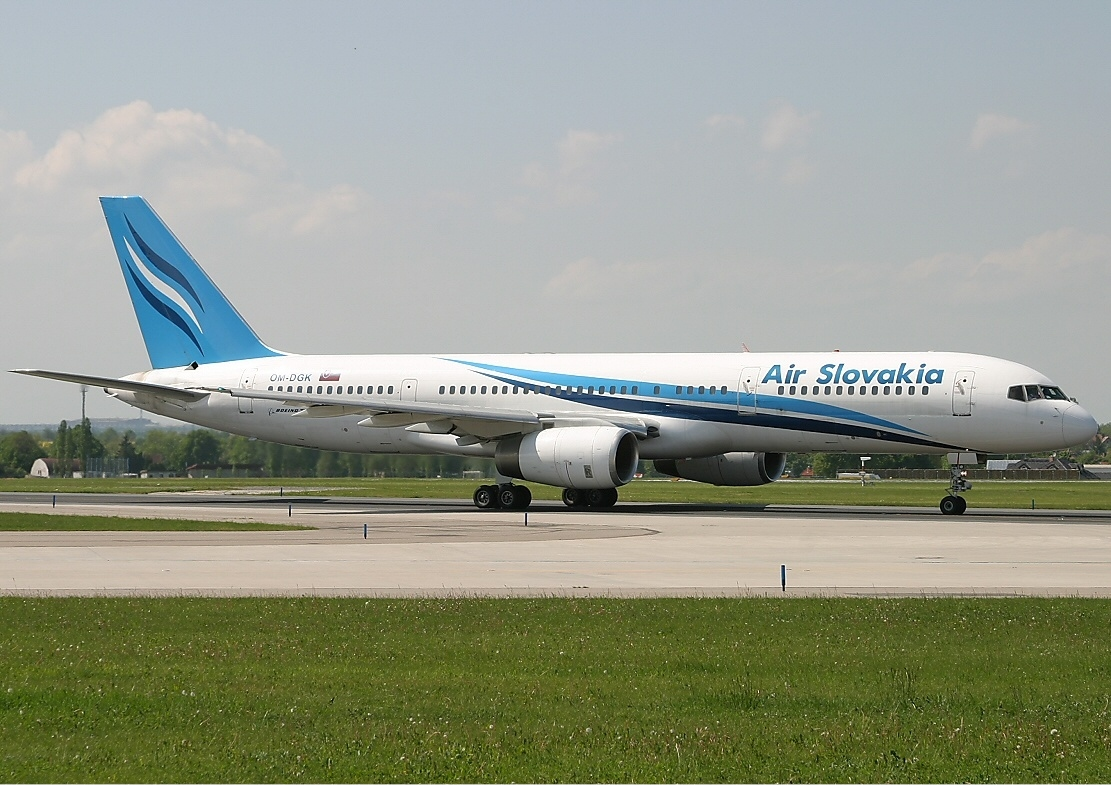
Boeing 757—200 (OM-DGK) на Празькому аеропорту (2004)

Флот «Air Slovakia» спочатку складався з двох Boeing 727-200 місткістю 164 місця кожен. 
Перший Boeing 727—200 Air Slovakia приземлився в аеропорту Братислави 1994 року. Літак мав позначку OM-CHD і отримав назву «Devin». 
Улітку 1994 року компанія «Air Terrex» Словаччина взяла в оренду Ту-154Б-2 у Air Moldova. Другий Boeing 727—200 «Air Slovakia» орендувала в 1996—1997 роках. Літак мав позначення OM-AHK і отримав назву "Kriváň". Через посилення експлуатаційних правил, а також поліпшення якості пасажирських послуг, літаки було замінено на новіші: Boeing 737—200. Перший Boeing 737—200 "Air Slovakia" отримала в 1999—2000 роках. Літак мав позначення ОМ-BWJ та отримав назву «Bradlo». Машина мала 126 місць. 
Другий Boeing 737—200 мав позначення OM-ERA, який прибув до Словаччини 9 вересня 2000 року, також мав місткість 126 місць. 
У 2002 році до аеропорту Братислави прибули ще два Boeing 737—200 OM-ALK на 123 місця та OM-RAN на 123 місця. Літак Boeing 737—200 OM-RAN довгий час стояв законсервований в аеропорту Братислави. 
24 червня 2003 року в аеропорт Братислави прибув перший Boeing 757—200 «Air Slovakia». Літак мав 14 місць у бізнес-класі та 190 місць в економкласі, а також позначку OM-DGK із назвою «City of the Golden Temple» за індійським містом Амрітсар, до якого регулярно літав. 
Другий Boeing 757—200 вилетів у серпні 2004 року. Машина OM-SNA також мала 14 місць бізнес-класу і 190 місць економічного класу. 
Третій Boeing 757—200 був OM-ASA мав пасажиромісткість 198 місць, який прибув 23 березня 2006 року. Четвертий Boeing 757—200, OM-ASB, прибув 12 липня 2006 року. Літак також мав місткість 198 місць.
Улітку 2007 року компанія взяла в оренду два літаки: один Airbus A320-200 від Lotus Air із бортовим номером SU-LBI та 180 місць, і один Boeing 737—300 EC-JXD від AirClass Airways місткістю 149 місць.
| Літак          | На обслуговуванні | Реєстраційний номер         | Замовлені | Сидіння     | Позначки/бронювання |
| -------------- | ----------------- | --------------------------- | --------- | ----------- | ------------------- |
| Boeing 737—300 | 0                 | OM-ASC OM-ASD OM-ASE OM-ASF | 0         | 148 136 145 |                     |
| Boeing 757—200 | 0                 | OM-ASG                      | 0         | 229         |                     |
| Разом          | 0                 |                             | 0         |             |                     |